# Thomas W. Bergeson

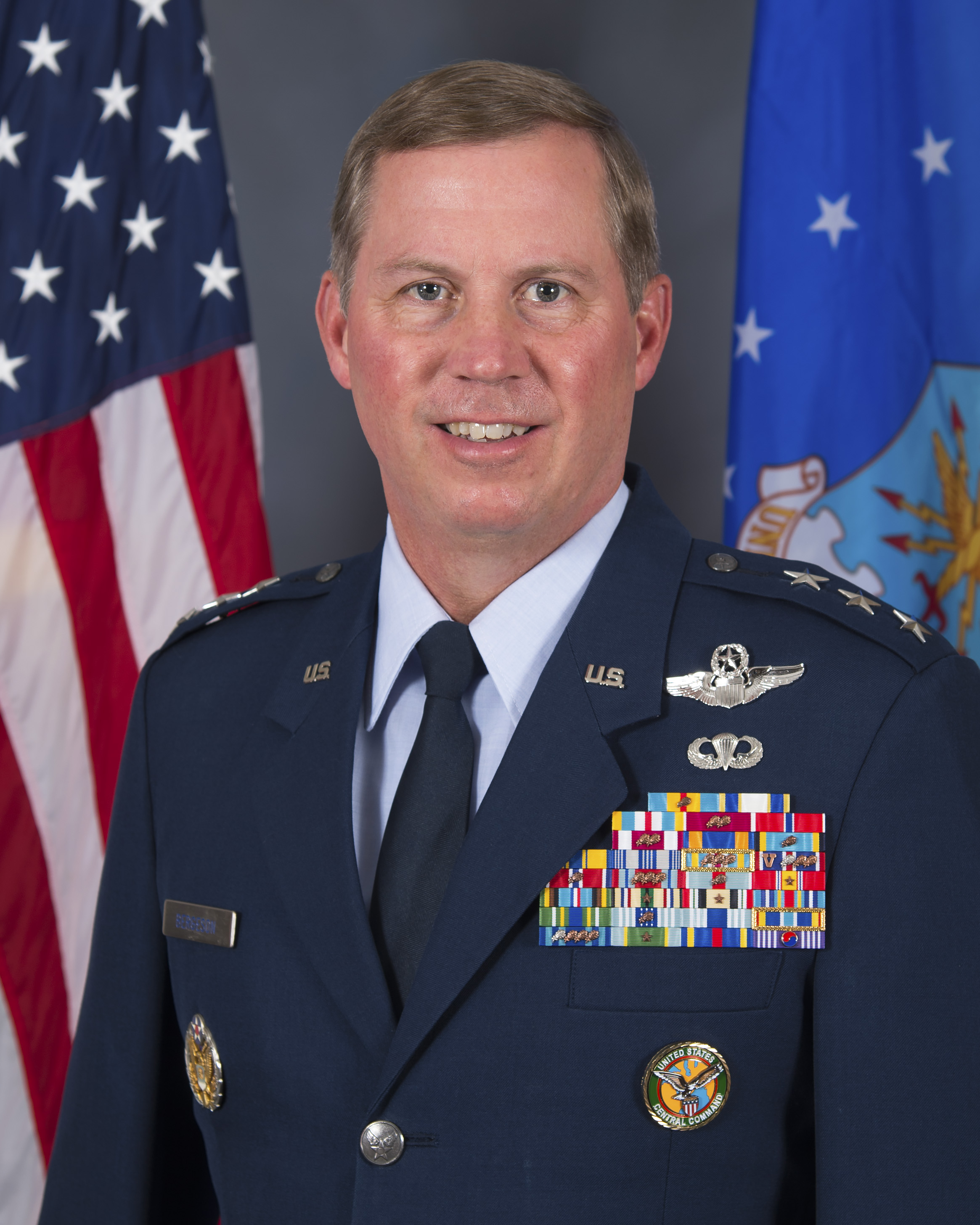
Thomas W. Bergeson (2012)

Thomas William Bergeson (* um 1963) ist ein pensionierter Generalleutnant der United States Air Force. Er war unter anderem Kommandeur der 7. Luftflotte.
Im Jahr 1985 absolvierte er die United States Air Force Academy in Colorado Springs. Nach seiner Graduation wurde er als Leutnant in das Offizierskorps der Air Force aufgenommen. In der Folge durchlief er alle Offiziersgrade vom Leutnant bis zum Drei-Sterne-General.
Im Lauf seiner militärischen Karriere absolvierte er verschiedene Kurse und Schulungen. Dazu gehörten unter anderem eine Ausbildung zum Kampfpiloten und weitere Fortbildungskurse als Pilot von neuen Flugzeugtypen; die Squadron Officer School auf der Maxwell Air Force Base in Alabama; die Fighter Weapons School auf der Nellis Air Force Base in Nevada; die Embry-Riddle Aeronautical University; das Air Command and Staff College, das sich auf der Maxwell AFB befindet; das NATO Defense College in Rom; die Joint Military Attaché School und das Joint Forces Staff College in Norfolk in Virginia. Außerdem erhielt er einen akademischen Grad von der Harvard Kennedy School.
In seinen frühen Jahren als Offizier der Luftwaffe war er an verschiedenen Stützpunkten in den Vereinigten Staaten stationiert. Dabei war er als Pilot, Flugausbilder oder Stabsoffizier bei unterschiedlichen Einheiten tätig. Dazwischen absolvierte er die erwähnten Schulungen. Eine Auslandsversetzung führte ihn zwischen April 1987 und Dezember 1990 auf die Kadena Air Base in Japan. Dort war er unter anderem Ausbildungspilot und Stabsoffizier bei der 313. Luftdivision (313th Air Division).
Nach seiner Rückkehr in die Vereinigten Staaten setzte er seine Offizierslaufbahn fort. Zwischen Juni 2001 und Januar 2003 kommandierte er auf der Langley Air Force Base in Virginia die 27. Schwadron (27th FS). Im August 2005 kehrte er auf die Langley AFB zurück, wo er inzwischen als Oberst bis zum März 2007 die 1st Operations Group kommandierte. Bis zum Mai des gleichen Jahres verblieb er noch als stellvertretender Kommandeur des 1. Kampfgeschwaders (1st Fighter Wing) auf dieser AFB.
Anschließend wurde er in den Irak zum Hauptquartier der multinationalen Friedenstruppen versetzt. In dessen Abteilung für strategische Operationen leitete er zwischen Mai 2007 und Mai 2008 die für Lufteinsätze zuständige Unterabteilung (Chief, Aviation Division, Strategic Operations Directorate (CJ3), Multi-National Forces Iraq, Southwest Asia). Nach einem bis zum August 2008 gehenden Weiterbildungskurs (F-15E Senior Officer Course) wurde Thomas Bergeson auf die Elmendorf Air Force Base in Alaska versetzt, wo er zwischen August 2008 und Mai 2010 das 3. Geschwader (3rd Wing) kommandierte.
Anschließend absolvierte er auf der Bolling Air Force Base in Washington, D.C. die Joint Military Attaché School. Nach dem erfolgreichen Abschluss dieser Schule wurde er an die amerikanische Botschaft in London versetzt, wo er zwischen August 2010 und August 2012 Militärattaché war. Danach gehörte er bis zum August 2013 der Stabsabteilung für Operationen des Hauptquartiers der Air Force an. In der Folge verblieb er bis zum Juli 2016 im Stab des Hauptquartiers der Luftwaffe, wo er die für die Verbindung zum Kongress zuständige Abteilung leitete (Director, Legislative Liaison, Office of the Secretary of the Air Force).
Sein nächster Auftrag führte ihn nach Südkorea. Dort erhielt er am 8. Juli 2016 als Nachfolger von Terrence J. O’Shaughnessy das Kommando über die 7. Luftflotte. Gleichzeitig war er stellvertretender Kommandeur der United States Forces Korea, der kombinierten südkoreanisch-amerikanischen Streitkräfte, und des United Nations Commands. Diese Aufgaben bekleidete er bis zum 27. August 2018, als er von Kenneth S. Wilsbach abgelöst wurde.
Nach dem Ende seiner Mission in Südkorea wurde Thomas Bergeson auf die MacDill Air Force Base in Florida versetzt. Dort war er zwischen August 2018 und August 2020 stellvertretender Kommandeur des United States Central Commands. Anschließend schied er aus dem aktiven Militärdienst aus.
Während seiner aktiven Zeit als Militärpilot absolvierte er über 3300 Flugstunden auf verschiedenen Flugzeugtypen.

## Daten der Beförderungen
| Abzeichen | Rang               | Jahr           |
| --------- | ------------------ | -------------- |
|           | Second Lieutenant  | 29. Mai 1985   |
|           | First Lieutenant   | 29. Mai 1987   |
|           | Captain            | 29. Mai 1989   |
|           | Major              | 1. August 1996 |
|           | Lieutenant Colonel | 1. Juli 1999   |
|           | Colonel            | 1. Juli 2004   |
|           | Brigadier General  | 4. Juni 2010   |
|           | Major General      | 3. Juli 2013   |
|           | Lieutenant General | 8. Juli 2016   |

## Orden und Auszeichnungen
Thomas Bergeson erhielt im Lauf seiner militärischen Laufbahn unter anderem folgende Auszeichnungen:
- Defense Distinguished Service Medal
- Defense Superior Service Medal
- Legion of Merit
- Bronze Star Medal
- Meritorious Service Medal
- Air Medal
- Air Force Commendation Medal
- Aerial Achievement Medal
- Joint Meritorious Unit Award
- Air Force Outstanding Unit Award
- Combat Readiness Medal
- Southwest Asia Service Medal
- Iraq Campaign Meda